# Barbus mimus
Barbus mimus är en fiskart som beskrevs av George Albert Boulenger 1912. Barbus mimus ingår i släktet Barbus och familjen karpfiskar. IUCN kategoriserar arten globalt som livskraftig. Inga underarter finns listade.